# Ekkehard Kreft
Ekkehard Kreft (geboren 14. Juli 1939 in Sagan, Oberschlesien; gestorben 27. Dezember 2015 in Krefeld) war ein deutscher Musikpädagoge und Professor für Musikwissenschaft und Musikpädagogik an der Westfälischen Wilhelms-Universität Münster.

## Leben
Ekkehard Kreft war nach Abschluss seines Musiklehrerstudiums 1964 zunächst als Musiklehrer im Schuldienst tätig. 1969 promovierte er an der Universität Münster über das Thema Die späten Quartette Beethovens – Substanz und Substanzverarbeitung. 1972 wechselte er als Akademischer Oberrat an die Pädagogische Hochschule Westfalen-Lippe. 1974 habilitierte er und erhielt 1979 eine außerplanmäßige Professur. 1980 wurde er zum ordentlichen Professor an die Westfälische Wilhelms-Universität (WWU) berufen. Über mehrere Jahre leitete er dort das Institut für Musikpädagogik und wirkte an der Einrichtung des musiktherapeutischen Diplomstudiengangs Musiktherapie mit. 2004 schied er aus dem aktiven Dienst der Universität aus.
Neben Fragen der Harmonielehre galt sein Interesse vor allem dem Komponisten Edvard Grieg. Gemeinsam mit Joachim Dorfmüller gründete er 1995 die Edvard-Grieg-Forschungsstelle an der WWU, die nach seinem Ausscheiden aus der Münsteraner Universität an die Universität der Künste Berlin verlegt wurde. 1996 wurde er zum Vizepräsidenten der deutschen Edvard-Grieg-Gesellschaft gewählt. 1997 wurde er Mitglied der Norwegischen Akademie der Wissenschaften. Von 2007 bis 2012 war er Präsident der Internationalen Edvard-Grieg-Gesellschaft.

## Werke (Auswahl)
- Nachgelassene Schriften zu Sinfonien von Mozart, Beethoven, Schubert und Bruckner. Herausgegeben und ergänzt von Joachim Dorfmüller. Agenda Verlag, Münster 2021, ISBN 978-3-89688-710-8
- Parallelakkordik. Peter Lang Verlag, Frankfurt am Main, 2005, ISBN 978-3-631-54603-1
- Harmonik im Umbruch: Akkordtypen und Formationen vom 18. bis in das 20. Jahrhundert (Beiträge zur Europäischen Musikgeschichte) Peter Lang Verlag, Frankfurt am Main 2003, ISBN 978-3-631-51703-1
- Griegs Harmonik. Peter Lang Verlag, Frankfurt am Main 2000, ISBN 978-3-631-35995-2
- Harmonische Prozesse im Wandel der Epochen (3 Bände). Peter Lang Verlag, Frankfurt am Main, 1994–1999
- Die späten Quartette Beethovens: Substanz und Substanzverarbeitung. Abhandlungen zur Kunst-, Musik- und Literaturwissenschaft, Bd. 74. Bouvier Verlag, Bonn 1989.